# 진저 베이커
피터 에드워드 "진저" 베이커(영어: Peter Edward "Ginger" Baker, 1939년 8월 19일 ~ 2019년 10월 6일)는 록 밴드 크림의 창시자로 가장 잘 알려진 영국의 드러머이다. 비록 그의 개인적인 스타일이 아프리카 리듬에 대한 그의 관심과 재즈 배경을 혼합했음에도 불구하고, 1960년대의 그의 작품은 그를 "록의 첫번째 슈퍼 스타 드러머"로 칭송하게 했다. 베이커는 재즈 퓨전, 헤비 메탈, 월드 뮤직과 같은 장르를 드럼 연주하는 선구자로 인정 받고 있다.
베이커는 1954년경 15세쯤에 드럼을 연주하기 시작했고, 이후에 필 시먼의 손에서 배웠다. 1960년대에 그는 블루스 인코퍼레이티드에 들어갔고 거기서 베이시스트 잭 브루스를 만났다. 이 두 사람은 종종 충돌하지만, 그레이엄 본드 오거나이제이션과 크림의 리듬 섹션 파트너로 다시 돌아갈 것이다. 후자는 베이커가 에릭 클랩튼과 1966년에 공동 설립한 것이다. 크림은 전 세계적인 성공을 거두었지만, 어느 정도 베이커와 브루스의 변덕스러운 관계로 인해 1968년까지 지속되었다. 베이커는 클랩튼과 블라인드 페이스를 결성하고 그 후 진저 베이커스 에어포스를 이끌었다. 베이커는 아프리카 음악에 대한 오랜 관심을 추구하며, 종종 펠라 쿠티와 함께, 1970년대에 아프리카에서 살고 녹음하는 데 수년을 보냈다.
베이커의 북 소리는 전통적인 방식 대신에 그의 스타일, 쇼맨십, 그리고 두개의 베이스 드럼을 사용하는 것으로 관심을 끌었다. 그는 초창기에 긴 드럼 독주를 연주했는데, 그 중에서도 특히 록 음악에서 가장 초기에 녹음된 예들 중 하나인 크림의 노래 〈Toad〉에서 두드러졌다. 베이커는 크림의 일원으로 로큰롤 명예의 전당의 회원으로, 2008년 현대 드러머 명예의 전당의 회원으로, 그리고 2016년에는 클래식 드러머 명예의 전당의 회원으로 임명되었다. 베이커는 괴팍하고 종종 자기 파괴적인 생활방식으로 유명했고, 여러 해 동안 헤로인 중독으로 고군분투했다. 그는 네 번이나 결혼해서 세 아이를 낳았다.

## 생애

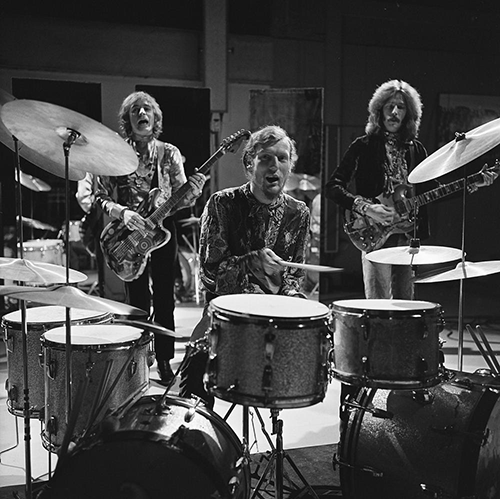
1968년 네덜란드 TV프로그램에서 크림과 함께 공연한 베이커

### 젊은 시절의 삶과 경력
베이커는 사우스런던의 루이셤에서 태어났다.

### 크림
베이커는 1966년 잭 브루스와 기타리스트 에릭 클랩튼과 함께 록 밴드 크림을 설립했다. 블루스와 사이키델릭 록 그리고 하드 록이 융합된 이 밴드는 1968년 해체하기 전 2년여 만에 4장의 앨범을 발매했다.

### 블라인드 페이스

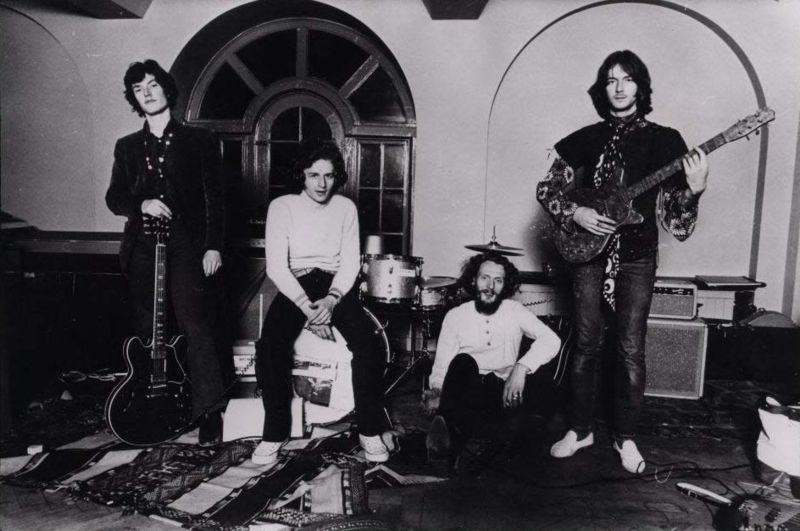
베이커(오른쪽에서 두번째)와 블라인드 페이스 (1969년)

베이커는 클랩튼, 베이스 릭 그레치, 키보드 스티브 윈우드와 보컬로 이루어진 단기간의 "슈퍼 그룹" 블라인드 페이스에 합류했다. 그들은 헤어지기 전에 단 한개의 앨범만 발매했다.

### 진저 베이커스 에어포스
1970년 베이커는 형성되고, 순회 공연을 했으며, 퓨전 록 그룹인 진저 베이커스 에어포스와 함께 녹음했다.

### 1970년대
베이커는 1970년부터 1976년까지 노스 해로우에서 살았다. 1976년 진저는 키이스 제라드가 크로스 사하라 운송 회사를 개척하면서 사하라 사막을 횡단했다. 이 여행은 4일이 걸렸고 1978년 첫 파리 다카르 랠리의 청사진이 되었다. 그는 리갈 조노폰에 의해 1971년에 《Live!》로 발매된 녹음 세션 동안 펠라 쿠티를 위해 자리를 잡았다.

### 1980년대와 1990년대
진저는 이탈리아로 이주했고 올리브 농장을 만들었다.

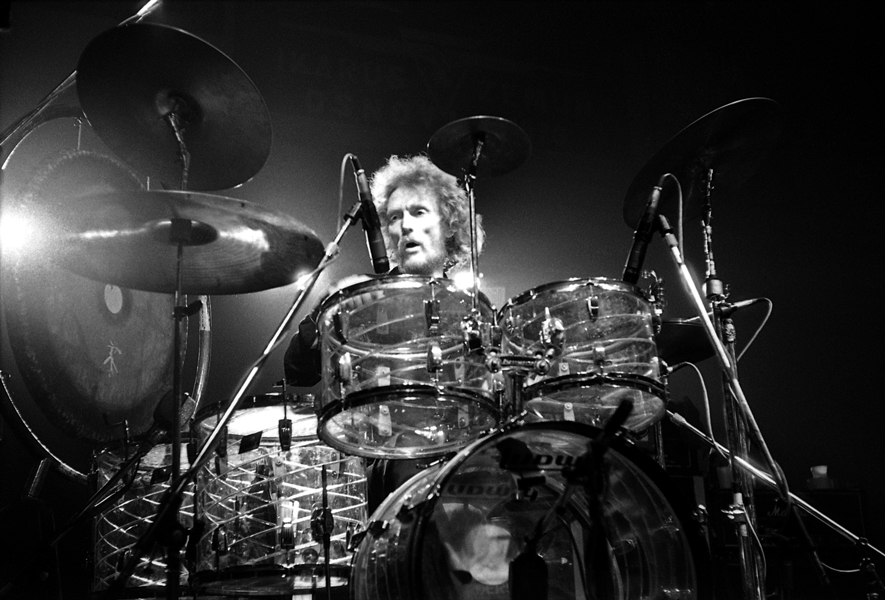
1980년 3월 베이커

1980년대 초, 베이커는 호크윈드라는 밴드로 앨범과 투어에 참여했으며, 1980년대 중반 존 라이든의 퍼블릭 이미지 리미티드의 일원이 되었다., 후자는 베이스 연주자인 빌 라스웰과 가끔 있었던 공동 작업으로 이어진다.

### 2000년대와 2010년대
2005년 5월 3일, 베이커는 로열 앨버트 홀과 매디슨 스퀘어 가든에서 에릭 클랩튼과 잭 브루스와 함께 일련의 크림 콘서트를 가졌다.

## 사생활
그는 결혼을 네번 했고 세 아이를 낳았다. 베이커와 그의 첫번째 부인인 리즈 핀치는 1960년 12월 20일 첫 아이인 지네트 카렌을 낳았다. 베이커의 둘째 딸인 레다는 1968년 2월 20일에 태어났다. 베이커의 아들인 코피 스트리트 필드 베이커는 1969년 3월에 태어나, 코피 가나바라는 가나인 드러머인 베이커의 친구의 이름을 따서 명명되었다. 2013년 2월 베이커는 수년 간의 심한 흡연으로 인한 만성 폐쇄성 폐질환과 퇴행성 골관절염으로 인한 만성 요통이 있다고 말했다. 2016년 6월에 그가 심장 절개 수술에서 회복하고 있지만, 또한 다리와 발이 부어 오르게 하는 심한 낙상을 겪었다고 보고되었다.

## 음반 목록

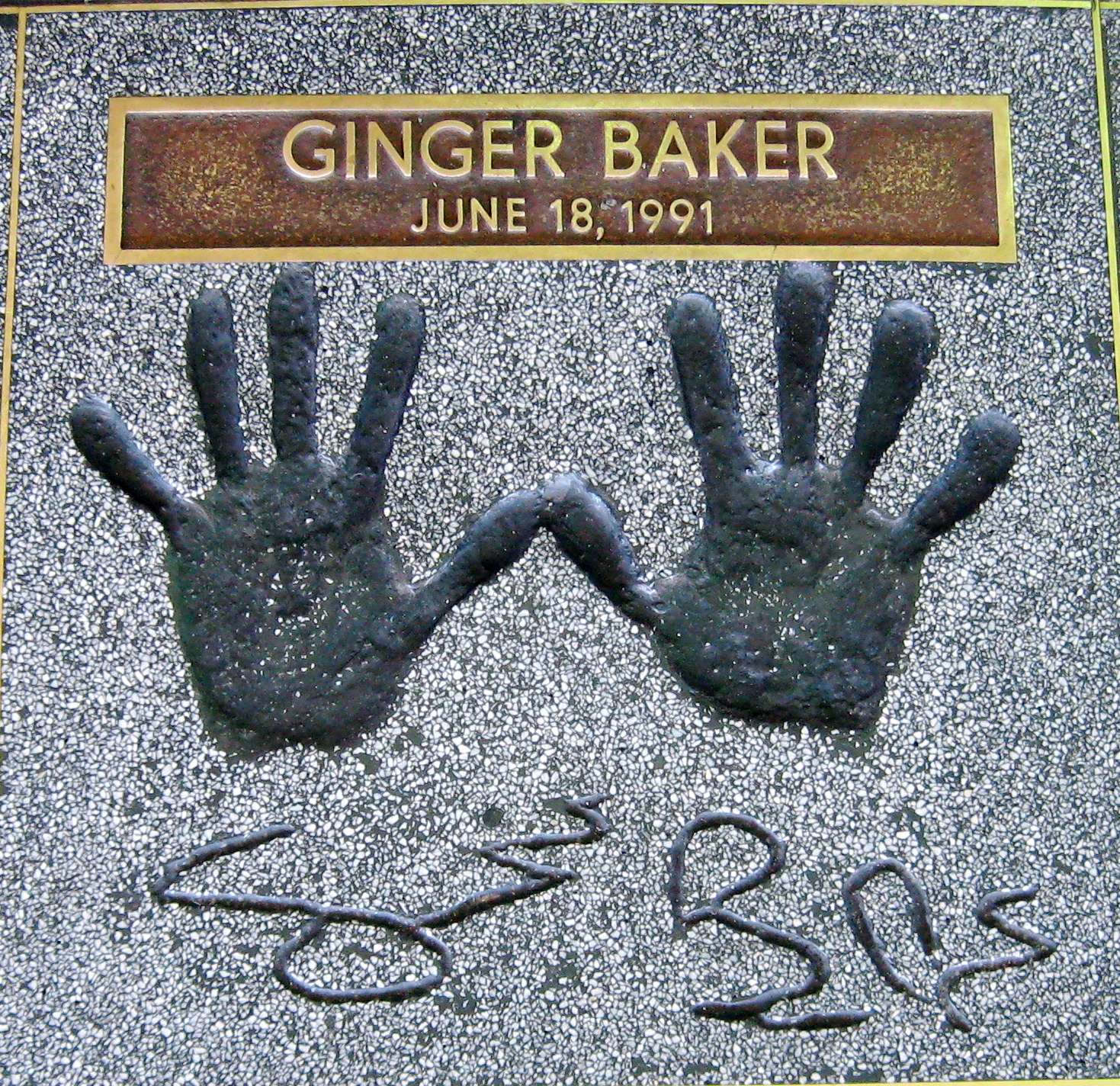
할리우드 록 명예의 거리에서 선 보인 진저 베이커의 손도장

### 스토리 빌 재즈 맨과 더 휴 레이니 올스터스
- Storyville Re-Visited (1958) 밥 월리스와 진저 베이커도 공연에 참여했다.

### 알렉시스 코너 블루스 인코퍼레이티드
- Alexis Korner and Friends (1963)

### 그레이엄 본드 오거나이제이션
- Live at Klooks Kleek (1964)
- The Sound of '65 (1965)
- There's a Bond Between Us (1965)

### 크림
- Fresh Cream (1966)
- Disraeli Gears (1967)
- Wheels of Fire (1968)
- Goodbye (1969)
- Live Cream (1970)
- Live Cream Volume II (1972)
- BBC Sessions (2003)
- Royal Albert Hall London, 2–3 and 5–6 May 2005 (2005)

### 블라인드 페이스
- Blind Faith (1969)

### 진저 베이커스 에어포스
- Ginger Baker's Air Force (1970)
- Ginger Baker's Air Force II (1970)

### 베이커 거비츠 아미
- Baker Gurvitz Army (1974)
- Elysian Encounter (1975)
- Hearts on Fire (1976)
- Flying in and Out of Stardom (2003)
- Greatest Hits (2003)
- Live in Derby (2005)
- Live (2005)

### 솔로 음반
- Ginger Baker at His Best (1972)
- Stratavarious (1972)
- Ginger Baker & Friends (1976)
- Eleven Sides of Baker (1977)
- From Humble Oranges (1983)
- Horses & Trees (1986)
- No Material (1989)
- Middle Passage (1990)
- Unseen Rain (1992)
- Ginger Baker's Energy (1992)
- Going Back Home (1994)
- Ginger Baker The Album (1995)
- Falling Off the Roof (1995)
- Do What You Like (1998)
- Coward of the County (1999)
- African Force (2001)
- African Force: Palanquin's Pole (2006)
- Why? (2014)

With 펠라 쿠티
- Fela's London Scene (1971)
- Why Black Man Dey Suffer (1971)
- Live! (1972)

## 악기와 음향

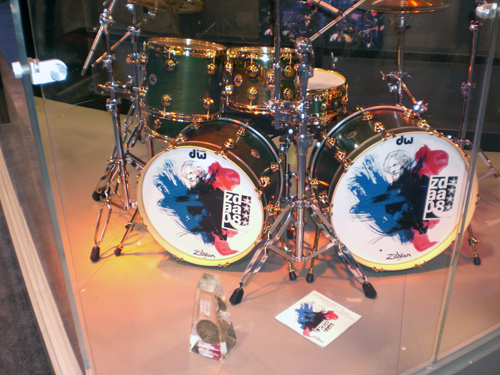
베이커의 DW 드럼 세트 (2009년)

베이커의 현재 키트는 드럼 워크숍에서 제작한 것이다. 그는 1990년대 후반까지 루드윅 드럼을 사용했다. 그의 심벌즈는 모두 질지안이 만들었다. 그가 현재 사용하고 있는 22인치 리벳 지상고 심벌즈와 14인치 히한은 1968년 크림 투어 마지막 두번의 기간 동안 사용했던 것과 같은 것이다.

### 드럼
1960년대
- 20"×14"배스(오른쪽 발)
- 22"×14"배스(왼쪽 발)
- 12×8"&13×9"톱 톰
- 14×14"&16×14"바닥 톰
- 1940년대 6.5"×14"검은색 마감 처리된 레디 브로드웨이 목재 스네어

높게, 크게, 작게, 낮게 각각 맞추기
1968년 5월 베이커는 20"×14"와 22"×14"베이스 드럼으로 된 새로운 루드윅 드럼 키트, 14"×5" 초대형 금속 슈퍼 센스 트랩 및 크림 투어 세트를 구입했다.
현재 드럼

### 심벌즈
1963년에 질지안이 만든 선물